# Lumières de la presse internationale
 (décembre 2021).
Pour les articles homonymes, voir Prix Lumières (Québec) et Prix Lumière (Lyon).
Les Lumières de la presse internationale, historiquement connus sous le nom de prix Lumières, sont un ensemble de récompenses cinématographiques françaises créées en 1996 et remises annuellement à Paris par l'Académie des Lumières de la presse internationale, composée de correspondants de la presse internationale à Paris. Chaque année, cent vingt-trois correspondants internationaux, représentant soixante et un pays, votent pour récompenser le meilleur du cinéma français de l'année précédente.
Les Lumières sont souvent cités comme étant l'équivalent français des Golden Globes aux États-Unis, car ils fonctionnent sur le même modèle.
L'objet qui sert de trophée est une création de la Monnaie de Paris pour l'Académie des Lumières. Signé Joaquín Jiménez, il représente une flamme recouvrant une tour Eiffel.
Le 6 novembre 2019, l’Académie des Lumières annonce qu’à l’occasion de la 25e édition, la cérémonie des Lumières sera diffusée pour la première fois de son histoire sur Canal+ en 2020.

## Histoire
Le palmarès a été créé en 1995 par la volonté d’un journaliste américain Edward Behr et du producteur français Daniel Toscan du Plantier. Il se veut le reflet, pour le cinéma français, des Golden Globes remis chaque année pour le cinéma anglophone par la Hollywood Foreign Press Association,.
Depuis janvier 1996, les Lumières de la presse internationale sont remis par l'Académie des Lumières quelques semaines avant les cérémonies des Oscars aux États-Unis et des César du cinéma en France. Par la suite, la liaison avec les Oscars a été supprimée, et la cérémonie des Lumières a été rapprochée de la date de celle des César, vers la fin du mois de janvier.
Le palmarès Lumières a permis de révéler de grands talents parmi les cinéastes français. Les journalistes étrangers à Paris apportent un regard original sur le cinéma français, à la fois rafraîchissant et représentatif du public international non francophone. Les prix successifs remis par l’Académie des Lumières ont récompensé au fil des années des films ayant connu une belle carrière internationale.
L'Académie des Lumières se donne pour but de susciter l'intérêt parmi les nombreux correspondants à Paris de la presse internationale pour le cinéma français. Elle se réunit régulièrement pour organiser des projections de films en avant-première et de nombreuses rencontres et échanges, et tisse les liens entre les producteurs français et les professionnels du cinéma à l’étranger.
Pour favoriser une plus grande diversité, elle promeut des réalisations à plus bas budget qui, autrement, ne trouveraient qu’un public marginal hors de France, notamment pour les productions francophones. Elle travaille pour cela en collaboration avec différentes institutions étrangères et françaises du cinéma et de la culture en général, y compris les organismes professionnels de formation aux carrières du cinéma.
Le palmarès évolua au fil des années : en 2000 apparut les catégories espoirs, en 2003, le prix du meilleur film étranger devient celui du meilleur film francophone. En 2014, un prix concerne les premiers films.
Les Lumières reçoivent ainsi le soutien de TV5 Monde (entité émanant de la francophonie) qui fait connaître dans le monde le palmarès annuel et y remet, de 2006 à 2011, le prix du public mondial, ainsi que du Centre national du cinéma et de l'image animée (CNC) et de la Mairie de Paris.
Ce palmarès est souvent vu comme un avant-concours pour les César du cinéma, dessinant les tendances du palmarès à suivre, bien que la sélection et le jury soient de natures différentes. Mais si aux États-Unis, il est rare que le palmarès des Oscars soit éloigné de celui des Golden Globes, c'est parce que les Golden Globes peuvent autoriser jusqu'à 10 nommés dans certaines catégories, réparties entre les drames et les comédies. 
Comme les  Golden Globes  pour les  Oscars aux États-Unis, les Lumières peuvent dessiner une tendance du futur palmarès des César mais ne sont pas non plus un indicateur absolu. Les votants des Lumières sont une centaine contre plus de 4000 pour l'Académie des arts et techniques du cinéma et le corps électoral des deux institutions n'est pas le même. Les Lumières sont attribués par des journalistes étrangers en poste à Paris et les César par des professionnels du cinéma (réalisateurs, techniciens, producteurs, acteurs, distributeurs...). De fait, les goûts diffèrent souvent. Sur vingt-trois films lauréats du Lumière du meilleur film, seuls 12 d'entre eux remportèrent également le César équivalent.

## Trophée
Le trophée est une création de la Monnaie de Paris pour l'Académie des Lumières. Signé Joaquín Jiménez, le trophée représente une flamme recouvrant une tour Eiffel. 
L'artiste décrit le trophée ainsi : 
« Paris, ville lumière, et sa flamme, son phare. Lumière dans le noir, la salle de cinéma. 

En gravure les lumières existent aussi, elles sont des ouvertures traversantes dans la matière, elles permettent le passage. Le trophée représente donc une bande flamme dont l’âme, le foyer, la mèche, est la tour Eiffel. 

Cette flamme est ajourée de « lumières », référence aux iconiques perforations des pellicules et aux fenêtres que sont les toiles de cinéma que le regard traverse pour entrer dans la lumière d’une œuvre. »

## Catégories de récompense
Les catégories mentionnées avec un retrait concernent des récompenses qui ne sont plus attribuées.

### Récompenses principales
- Meilleur film
- Meilleure mise en scène
- Meilleur acteur
- Meilleure actrice
- Révélation masculine (depuis 2000)
- Révélation féminine (depuis 2000)
- Meilleur scénario
- Meilleure image (depuis 2008)
- Meilleur premier film (depuis 2014)
- Meilleur documentaire (depuis 2016)
- Meilleure musique (depuis 2016)
- Meilleur film d'animation (depuis 2017)
- Meilleure coproduction internationale (depuis 2020)
  - Meilleur film francophone (2003-2019)
  - Meilleur film étranger (1996-2002)

### Récompenses spéciales
- Lumière d'honneur
  -  Prix spécial des Lumières (film « coup de cœur » de l'Académie)
  -  Prix du public mondial (remis par TV5 Monde de 2006 à 2011)

## Liste des cérémonies
| Édition | Date             | Lieu                    | Diffuseur      | Maître de cérémonie           | Présidence d'honneur         | Invité d'honneur                                                               | Meilleur film                               |
| ------- | ---------------- | ----------------------- | -------------- | ----------------------------- | ---------------------------- | ------------------------------------------------------------------------------ | ------------------------------------------- |
| 1re     | 29 janvier 1996  | Hôtel de ville de Paris | Paris Première | Frédéric Mitterrand           | Isabella Rossellini          | Catherine Deneuve, Charlotte Rampling                                          | La Haine                                    |
| 2e      | 13 janvier 1997  |                         | Paris Première |                               | Philippe Noiret              |                                                                                | Ridicule                                    |
| 3e      | 15 décembre 1997 |                         | Paris Première |                               | Fanny Ardant                 |                                                                                | Marius et Jeannette                         |
| 4e      | 16 janvier 1999  | Théâtre Marigny         | France 2       | Jean-Luc Delarue              | Jean Reno                    |                                                                                | La Vie rêvée des anges                      |
| 5e      | 29 janvier 2000  |                         | France 2       |                               | Paul Amar, Claudia Cardinale |                                                                                | Jeanne d'Arc                                |
| 6e      | 25 février 2001  |                         | France 2       | Frédéric Lopez                |                              |                                                                                | Le Goût des autres                          |
| 7e      | 25 février 2002  | Hôtel de Crillon        |                |                               |                              |                                                                                | Le Fabuleux Destin d'Amélie Poulain         |
| 8e      | 14 février 2003  | Forum des images        |                | Frédéric Mitterrand           | Carole Laure                 |                                                                                | Amen.                                       |
| 9e      | 17 février 2004  | Cinéma des cinéastes    |                |                               | Patrice Chéreau              |                                                                                | Les Triplettes de Belleville                |
| 10e     | 16 février 2005  | Cinéma des cinéastes    |                |                               | Patrice Leconte              |                                                                                | Les Choristes                               |
| 11e     | 21 février 2006  | Cinéma des cinéastes    |                |                               | Claudia Cardinale            |                                                                                | De battre mon cœur s'est arrêté             |
| 12e     | 5 février 2007   | Espace Cardin           |                |                               | Isabelle Mergault            |                                                                                | Ne le dis à personne                        |
| 13e     | 13 janvier 2008  | Hôtel de ville de Paris |                | Estelle Martin                | Claude Lelouch               | Jean-Pierre Marielle                                                           | Le Scaphandre et le Papillon                |
| 14e     | 19 janvier 2009  | Hôtel de ville de Paris |                | Estelle Martin                | Jeanne Balibar               |                                                                                | Entre les murs                              |
| 15e     | 15 janvier 2010  | Hôtel de ville de Paris |                | Estelle Martin                | Régis Wargnier               |                                                                                | Welcome                                     |
| 16e     | 14 janvier 2011  | Hôtel de ville de Paris |                | Estelle Martin                | François Berléand            | Roman Polanski                                                                 | Des hommes et des dieux                     |
| 17e     | 13 janvier 2012  | Hôtel de ville de Paris |                | Estelle Martin                | Catherine Jacob              | Francis Veber                                                                  | The Artist                                  |
| 18e     | 18 janvier 2013  | Théâtre de la Gaîté     |                | Estelle Martin                | Victoria Abril               | Claudia Cardinale                                                              | Amour                                       |
| 19e     | 20 janvier 2014  | Espace Cardin           |                | Estelle Martin, Patrick Fabre | Carole Bouquet               | Yolande Moreau                                                                 | La Vie d'Adèle : Chapitres 1 et 2           |
| 20e     | 2 février 2015   | Espace Cardin           |                | Estelle Martin, Patrick Fabre |                              | Jean-Pierre Mocky                                                              | Timbuktu                                    |
| 21e     | 8 février 2016   | Espace Cardin           |                | Aïda Touihri, Patrick Fabre   |                              | Isabelle Huppert                                                               | Mustang                                     |
| 22e     | 30 janvier 2017  | Théâtre de la Madeleine |                | Laurie Cholewa, Pierre Zéni   |                              | Marion Cotillard, Thierry Frémaux                                              | Elle                                        |
| 23e     | 5 février 2018   | Institut du monde arabe |                | Laurie Cholewa, Pierre Zéni   |                              | Monica Bellucci, Jean-Paul Belmondo                                            | 120 battements par minute                   |
| 24e     | 4 février 2019   | Institut du monde arabe | MyCanal        | Eve Jackson, Pierre Zéni      |                              | Claude Lelouch et Anouk Aimée pour le film Un homme et une femme ; Jane Birkin | Les Frères Sisters                          |
| 25e     | 27 janvier 2020  | Olympia                 | Canal+         | Isabelle Giordano             | Isabelle Huppert             | Costa-Gavras, Roberto Benigni                                                  | Les Misérables                              |
| 26e     | 19 janvier 2021  | Olympia                 | Canal+         | Laurie Cholewa, Laurent Weil  |                              |                                                                                | Les Choses qu'on dit, les choses qu'on fait |
| 27e     | 17 janvier 2022  | Olympia                 | Canal+         | Laurie Cholewa                |                              |                                                                                | L'événement                                 |
| 28e     | 16 janvier 2023  | Forum des images        |                |                               |                              |                                                                                | La Nuit du 12                               |
| 29e     | 22 janvier 2024  | Forum des images        |                |                               |                              |                                                                                | Anatomie d'une chute                        |
| 30e     | 20 janvier 2025  | Forum des images        |                |                               |                              |                                                                                | Emilia Pérez                                |

## Direction

### Conseil d'administration
La présidence de l'Académie est assurée par Lisa Nesselson ; les vice-présidents sont Min Liu et Carlos Loureda, le secrétaire général est Fabien Lemercier et le trésorier est Pol Costa

### Équipe de direction
- Coordination générale : Pauline Guilmot[6]